# 安息日

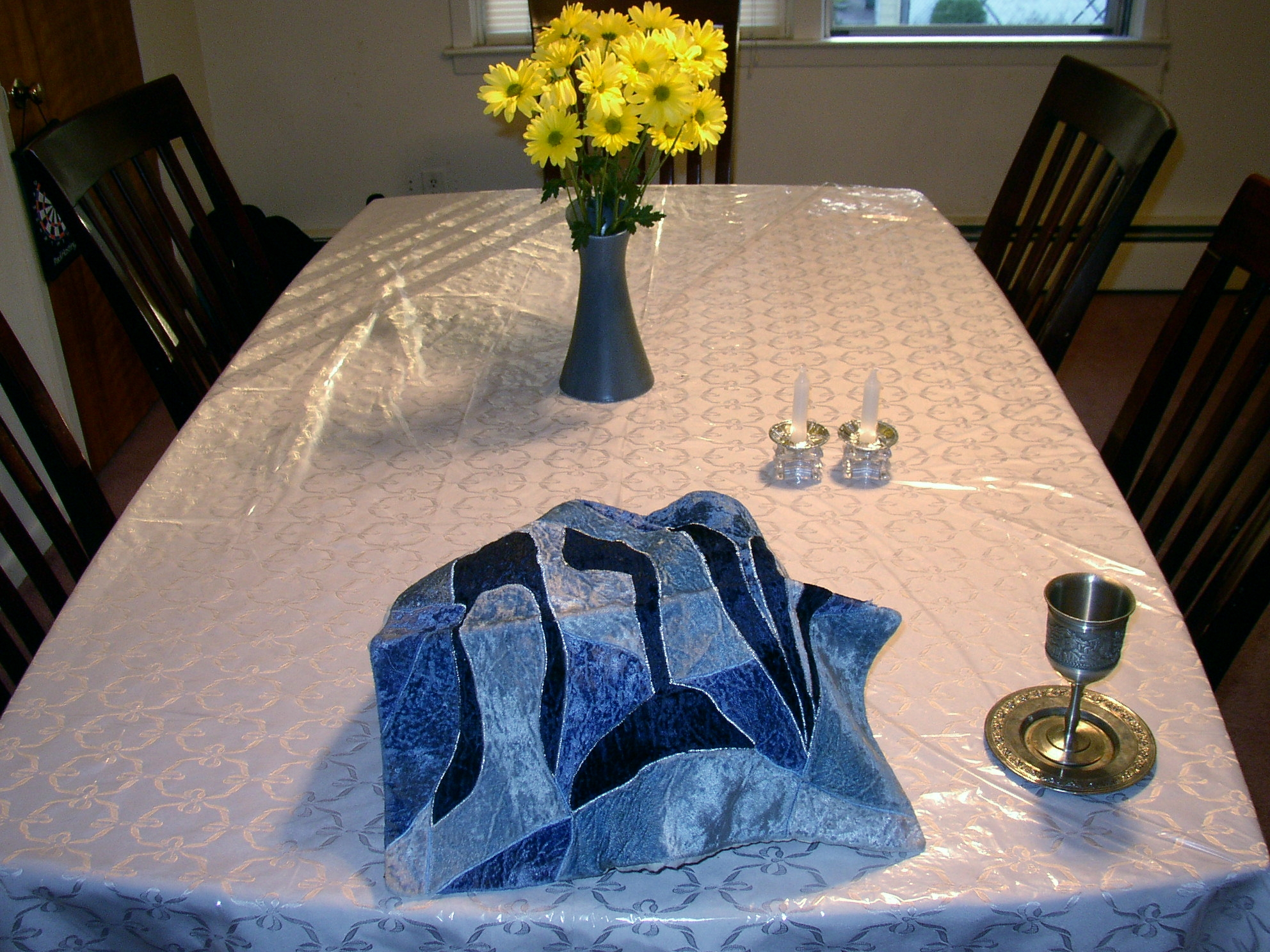

安息日（あんそくじつ、あんそくにち、あんそくび〈日本語での読み方を参照〉、ヘブライ語: שבת、英語: Sabbath）は、アブラハムの宗教（ユダヤ教・キリスト教・イスラム教）において、何もしてはならない日と定められた日である。ツァドク暦の一週間の7日目。

## 概要
旧約聖書の『創世記』で啓典の神が天地創造の7日目に休息を取ったことに由来し、何も行ってはならないと定められた日とされている。週の7日目と定められており、土曜日にあたる。旧約聖書の1日は、基本的に日没で区切るので、「土曜日」というのは深夜を一日の始まりとする現代の時法でいえば金曜日の日没から土曜日の日没までの間を言う。バビロニアの七曜制や他言語の土曜日を表す単語がシャバットに似ていることにも類似性がみられる。
ユダヤ教では、安息日は聖なる日であり、戒律としていかなる労働も行わないことを求められる。キリスト教では、それは厳密に求められることはない。なお、キリスト教の大部分では教会に集まって礼拝を行う日は、基本的に日曜日になっている。安息日は本来は金曜日の日没から土曜日の日没までで、初期のキリスト教でも金曜日の日没から土曜日の日没までを安息日としていたが、ローマ帝国の時代から日曜日となった。
「労働をしてはならない」の範囲は宗教によりかなり差異があり、ユダヤ教では基本的に厳格であり、家事を含め日中は一切の労働を行わない。人命の救助など緊急の場合には安息日でも労働を行ってよいとされているが、タルムードに厳格な人々からは非難され救急車に投石されることもある。キリスト教では歴史的には安息日の休日が重視されたが、一部の教派を除きそれほど強い禁止はない。ピューリタン（改革派）の教派では、娯楽などもつつしみ神の崇拝に専念する日とする考え方がみられるが、キリスト教全般の傾向からすれば、むしろ例外に属する。

## 各宗教での扱い

### ユダヤ教
ユダヤ教の暦の中で、安息日は一番大切な日である。それは『出エジプト記』20章と『申命記』5章に記されている十戒の中で守ることを教えられている日であるからである。安息日（ヘブライ語: שבת シャバット）は、救世主の時代の前兆である。また、出エジプト記20章10節ではイスラエルはもちろんのこと、奴隷や家畜、寄留者までも安息日を守らなければならないとしている。ここで使われているヘブライ語のגֵרְ（ger）は寄留者や異邦人という意味であり、タルムードなどのラビ文献では（ger）は「ゲル・トシャヴ（全人類に戒められたとされるノアの七戒を守っている異邦人）」の意で使われている。したがって、安息日はユダヤ人だけのものではなく、ノアの法を守る人類全員が守らなければならない戒律であると考えるラビもいる。
『出エジプト記』20章では、神が天地創造において7日目に休まれて、この日を祝福し聖であると宣言したゆえに、安息日を覚えて聖なる日とし、労働してはいけないことを教える。また『申命記』5章では、神がユダヤ人をエジプトの奴隷状態から連れ出して休みを与えたゆえに、安息日を覚えて聖別し、労働してはいけないことを教える。
したがって、ユダヤ教で安息日は、神が天地を創造したことを覚えるとともに、神がユダヤ人の歴史を救い、ユダヤ人が神の民であることを覚える記念日でもある。この日は捕囚期以後、シナゴーグにつどい、神を礼拝する日となった。
イスラエルでは、シェバト（シャバット）には機械の操作や火を扱うことができない（『出エジプト記』35章3節）とされている。このため、厳格なユダヤ教徒は金曜日の日没前までに食事の支度をし、安息日である土曜日は調理を行わない。安息日の食事として、金曜日の日没前に煮立たせてから燠火にかけて一晩中低温調理するチョレントや、金曜日の日没前に調理して冷めたものを食べるゲフィルテ・フィッシュが生まれたのはこのためである。
また、イスラエル国内ではユダヤ・アラブ間における「共存」を目指しているとされているハイファ、ならびにアラブ系イスラエル人の都市や村落などを除きバスや鉄道など公共交通機関はすべて運休するうえ、国営航空会社もすべての航空便の運航を停止する（ただし、「シェルート〈שרות〉」という乗り合いタクシーは、上述のハイファだけではなく、テルアビブやベングリオン国際空港などにおいても運行されている）。スポーツ界では、国際大会に出場予定だった選手が、競技の日程が安息日と重なったとして欠場したケースもある。シャバトになるとエレベーターが各階停止の全自動運転になるところがある。これは「ボタンを押す」ことによって電気スイッチ内に火花が飛び「灯火する」ことを避けるためである。また同じ理由から電話番号を音声認識する「コーシェル・フォン（シャバットフォン）」なる電話機も存在する。それ故、ユダヤ教徒は安息日である金曜日の日没から土曜日の日没までは、本来は宗教的な観点から禁煙をしなければならない。しかし、ユダヤ教徒であるユダヤ系イスラエル人が安息日に喫煙を行うことは、宗教的にみればタブー視されるが成人であるならばイスラエルの法律に対する違法行為ではない（ただし、イスラエルにおいては、路上における喫煙行為は、民族や宗教に関わりなく2007年11月からは非合法とされている）。また、ユダヤ教とはいえどもあまり厳格でない宗派も改革派を中心に存在し、普通の家庭生活を送っているユダヤ教徒もいる。

### キリスト教
旧約聖書によると安息日は土曜日であったが、キリスト教における重要な事項である「イエス・キリストの復活」「復活したキリストが弟子たちに現れた日」「聖霊降臨（ペンテコステ）」が起こった日は、すべて「週の初めの日」すなわち日曜日である。このためヨハネの黙示録1章10節の「主の日」に基づき、キリストの復活を記念し、復活の日である日曜日を「主日」（または「主の日」「聖日」）と呼び、礼拝を行うようになった。また、主日を特に記念して聖餐式を行ったのはキリスト教のごく初期からのことである。
その後ローマ帝国において321年3月7日、ローマ皇帝コンスタンティヌス1世が日曜休業令を発布して安息日を取消し、日曜日を礼拝日とした。
ヘンリー・シーセン著『組織神学』ｐ397では「宗教改革者のジョン・ノックス、マルティン・ルター、ジャン・カルヴァンらは、主日（日曜礼拝）は旧約聖書の安息日と、同一視されてはならない、と言った」と指摘している。さらに同書ｐ557においてシーセンはDM Canright の見解を紹介し、使徒たちはユダヤ人なのであるから、エデンの園で与えられ以後長きにわたって守られてきた契約のしるし（安息日）を、セブンスデー・アドベンチスト教会が主張するような「異教徒のローマ人によって」「キリストの死後数百年経ってから」変更したなどと考えるのは実に愚かであるとし、主日（日曜礼拝）の起源は「使徒によって」「キリストの復活を記念し」「主の承認のもとに日を変えた」という根拠に立って始めて十分に説明できるとしている。
ジャン・カルヴァンは著書『信仰の手引き』において、主日（日曜礼拝）と安息日について次のように述べている。
- 『従ってこの日（安息日）を迷信的に遵守することは、キリスト者から遠ざけられねばならない。』
- 『旧約の安息日は廃止された』
- 『ユダヤ人によって守られた日は捨てられた。（それが迷信を駆逐する良策だったからである。）その代わりに、この用のために他の一日が制定されたのである。つまりこれは、教会の秩序と平和とを守り保つために必要である。』

またその歴史の中で主日＝安息日と考え、それを極度に厳守すべきであると主張する「安息日厳守主義」も現れた。この起源はニコラス・バウンドの著作にあると言われる。ピューリタン達はこの主張を強く持った。
こういった歴史的背景の中で日曜日ではなく土曜（安息日）礼拝を主張するセブンスデー・バプテスト教団やセブンスデー・アドベンチスト教会、真イエス教会、イエス之御霊教会などのキリスト教系団体（主にプロテスタントやキリスト教系の新宗教）も存在する。
一方、正教会など東方教会では主日（日曜礼拝）を守り、土曜日を安息日とする。正教会に属する日本ハリストス正教会では安息日を「スボタ」と呼ぶ。この語は直接にはロシア語に由来している。正教会においてはスボタは神の創造の業を記憶する喜びの日であり、大斎にあっても平日には禁止されるオリーブ油および酒の摂取が許される。ユダヤ的要素が色濃く残るエチオピア正教会などでは安息日もまた日曜日と同じように礼拝日として厳守される。また、西方教会のうちカトリック教会においても、日曜日は「主日」として安息日とは明確に区別されるとしている。

### イスラム教
イスラム教ではムハンマドがメッカを脱出した金曜日を安息日としている。厳密には安息日とはユダヤ教のものであり、この場合の安息日とは、休日という意味である。イスラム教は、毎日が礼拝であり、特に金曜日には合同礼拝（集団礼拝、金曜礼拝）が行われる。神はムハンマドに合同礼拝についての啓示を下しており（大天使ガブリエルが仲介している）、アル・クルアーンのスーラに「アル・ジュムア」がある。アル・ジュムア（アラビア語: الجمعة）は金曜日という意味。金曜日が休日のイスラム社会もあれば、休日でないイスラム社会もある。また、イスラム教で土曜日は安息日ではないけれども、アラビア語で「土曜日」は「ヤウム・アッ＝サブト(يوم السبت)」というが、その「サブト(سبت)」はヘブライ語で「土曜日」や「安息日」を意味する「シャバット(שבת)」が語源である。

## 各国語の名称の起源と比較
かっこ内は土曜日の名称。
| ヘブライ語     | (שבת, šabbāth シャバット)     |
| イディッシュ語 | שבת, šabes シャベス           |
| ギリシア語     |                               |
| ルーマニア語   | Şabat, (Sâmbătă)              |
| ロシア語       | (суббота)                     |
| ラテン語       | sabbatum, (Dies Saturni)      |
| イタリア語     | (sabato)                      |
| フランス語     | sabbat, (samedi)              |
| スペイン語     | (sábado)                      |
| ポルトガル語   | (sábado)                      |
| ドイツ語       | Schabbat, (Samstag)           |
| オランダ語     | Sjabbat                       |
| 英語           | Sabbath, shabbath, (Saturday) |
| ゲール語       | (Satharn)                     |
| ポーランド語   | Szabat                        |
| ハンガリー語   | Szombat                       |
| エスペラント語 | (Ŝabato)                      |
| アラビア語     | (السَّبْت, As-sabt アッ＝サブト) |
| ペルシア語     | شنبه, Shanbeh シャンベ        |
| インドネシア語 | hari Sabtu                    |

ヘブライ語の「シャバット」に由来する語が「土曜日」の名称となっている言語では、「安息日」というとそれはユダヤ教の安息日である土曜日のことを指し、キリスト教の主日である日曜日やイスラム教の安息日である金曜日のことは表さない。ギリシア語をはじめ、カトリック圏のロマンス諸語でも「安息日」という語が「土曜日」、「主日」が「日曜日」という曜日名になっている。また、ギリシア語では金曜日を「準備の日」と呼ぶ。

## 日本語での読み方
日本語の「安息日」には「あんそくじつ」「あんそくにち」「あんそくび」の3つの読み方がある。キリスト教関係者の間でも読み方が分かれているが、NHKでは「あんそくび」と読んでいる。
文語訳聖書、口語訳聖書、新改訳聖書では「あんそくにち」、新共同訳聖書、聖書協会共同訳聖書では「あんそくび」、フランシスコ会訳聖書では「あんそくじつ」と振り仮名が振られている。